# غلي (نير)
غلي هي قرية في مقاطعة نير، إيران. عدد سكان هذه القرية هو 124 في سنة 2006.